# Marina Picazo i Gurina
Marina Picazo i Gurina (Barcelona, 1947) és una arqueòloga i professora titular d'Història Antiga a la Universitat Pompeu Fabra.

## Trajectòria
Es va llicenciar a la Universitat de Barcelona el 1971 amb l'especialitat d'Història Antiga. Després de diverses estades predoctorals a Alemanya i Anglaterra, va llegir la seva tesi doctoral dirigida per Joan Maluquer de Motes el 1974. Entre 1969 i 1989 va ser professora d'Història Antiga de la Universitat de Barcelona, entre 1989 a 1994 ho va ser de la Universitat Autònoma de Barcelona i, des de 1994, de la Universitat Pompeu Fabra. El curs 1974-1975 va ser professora adjunta de el Departament de Prehistòria i Arqueologia de la Universitat Autònoma de Madrid, juntament amb Encarna Sanahuja, d'on van ser expulsades a conseqüència de les protestes derivades de les vagues de Personal No Numerari.
Ha estat investigadora convidada al Departament d'Arqueologia de la Universitat de Colúmbia. Ha estat investigadora principal en el projecte de la Unió Europea «Human EcoDynamics and land-use conflict in the Empordà», en el projecte finançat pel Ministeri de Ciència i Tecnologia «Dynamics of human occupation in the Empordà wetlands: an integrated perspective», en el projecte «Estudi integrat del canvi socioambiental a la franja costanera: paisatges històrics de litoral de l'Empordà i del Baix Llobregat», i en el projecte «Gènere i colonialisme: grups domèstics, treball i pràctiques de cura en àmbits colonials de la Mediterrània Occidental (Segles VIII-IV aC)», finançat per l'Institut Català de les Dones.
Les seves línies d'investigació prioritàries són: les dones en el món grec, l'arqueologia de les unitats domèstiques, la història de les democràcies antigues i l'igualitarisme en el Món Antic.

## Obra publicada
- Las cerámicas áticas de Ullastret, Instituto de Arqueología y Prehistoria, 1977.
- Griegos y persas en el Egeo, Ediciones Akal, 1989.
- Picazo i Gurina, Marina (1997) Hearth and home: the timing of maintenance activities. Invisible people and processes. Writing Gender and Childhood into European Archaeology. / Ed. J. Moore i E. Scott. London, Leicester University Press, pàg. 59-67.
- El tiempo en arqueología, Arco Libros, 1997.

- Picazo i Gurina, Marina (1998) Fieldwork is not the Proper Preserve of a Lady: The First Women Archaeologists in Crete. Excavating Women. A History of Women in European Archaeology. / Ed. M. Díaz-Andreu and MLS Sørensen. London, Routledge, pàg. 198-213.
- Arqueología y teoría feminista: estudios sobre mujeres y cultura material en arqueología, Icaria Editorial, 1999.

- González Marcén, Paloma; Montón Subias, Cristina i Picazo i Gurina, Marina (eds.) (2005) Dones i activitats de manteniment en temps de canvi, Treballs d'Arqueologia 11. Barcelona

- Masvidal Fernández, Cristina i Picazo i Gurina, Marina (2005) Modelant la figura humana. Reflexions al voltant de les imatges femenines de l'antiguitat. Barcelona, Quaderns Crema.

- González Marcén, Paloma; Masdival Fernández, Cristina; Montón Subias, Cristina i Picazo Gurina, Marina (eds.) (2007) Interpreting households practices: reflections on the social and cultural rols of maintenance activities, Treballs d'Arqueologia 13. Barcelona

- Picazo i Gurina, Marina (2008) Alguien se acordará de nosotras. Barcelona, Edicions Bellaterra.